# Eurydice fille d'Adraste
Pour les articles homonymes, voir Eurydice (homonymie).
Dans la mythologie grecque, Eurydice (en grec ancien Εὐρυδίκη / Eurudíkê), fille d'Adraste, est la femme d'Ilos (le fondateur de Troie, dont elle devient la première reine). Elle a pour fils Laomédon et pour fille Thémisté, l'épouse de Capys.